# Гончарова Клавдія Григорівна
Клавдія Григорівна Гончарова (уродж. Гончаренко, 29 жовтня 10 листопада, 1894, Київ — 17 червня 1960, Новосибірськ, Росія) — радянська театральна актриса, народна артистка РРФСР.

## Біографія
Клавдія Гончарова (уродж. Гончаренко) народилася 29 жовтня в Києві.
На театральній сцені почала виступати з 1913 року. Працювала в театрах Житомира, Брянська, Гомеля, Тули та інших міст.
З 1929 року грала в пересувному театрі «Червоний факел», який з 1932 року став постійним театром Новосибірська. Виступала в театрі до 1960 року, де була провідною актрисою. У 1950 році стала першою народною артисткою РРФСР в Сибіру.
Померла 17 червня 1960 року в Новосибірську .

## Нагороди і премії
- Заслужена артистка РРФСР (1945).
- Народна артистка РРФСР (1950).

## Роботи в театрі
- «Горе от ума» О. С. Грибоєдова — Софія
- «Отелло» В. Шекспіра — Дездемона
- «Гроза» О. М. Островського — Катерина
- «Месяц в деревне» І. С. Тургенєва — Наталья Петрівна
- «Зыковы» М. Горького — Софія
- «Егор Булычов и другие» М. Горького — Глафіра
- «Любовь Яровая» К. Треньова — Любов Ярова Панова
- «Анна Каренина» по Л. Толстому — Анна Кареніна
- «Русские люди» К. Симонова — Марія Миколаївна
- «Семья» І. Попова — М. О. Ульянова
- «Глубокая разведка» О. О. Крона — Марго
- «Счастье» П. А. Павленко — Огарнова